# Alice Superiore
Alice Superiore là một đô thị ở tỉnh Torino trong vùng Piedmont, có vị trí cách khoảng 45 km về phía bắc của Torino, nước Ý. Tại thời điểm ngày 31 tháng 12 năm 2004, đô thị này có dân số 646 người và diện tích là 7,0 km².
Đô thị Alice Superiore có các frazioni (các đơn vị trực thuộc, chủ yếu là các làng) Gauna.
Alice Superiore giáp các đô thị: Trausella, Meugliano, Meugliano, Lessolo, Rueglio, Vico Canavese, Fiorano Canavese, Issiglio, Lugnacco, Pecco, và Vistrorio.